# Anthony Cary
Anthony Cary (o también, según algunas fuentes, Anthony Carey), quinto vizconde de Falkland (16 de febrero de 1656–24 de mayo de 1694) fue un noble escocés y un político inglés, hijo de Henry Cary, cuarto vizconde de Falkland.

## Biografía
Se casó con Rebecca Lytton y tuvo una hija, Harriott Cary (fallecida el 21 de octubre de 1683)
Fue miembro del Parlamento británico, tras lo cual sirvió como Primer Lord del Almirantazgo desde 1693 a 1694.
El marino británico John Strong, al explorar el Estrecho de San Carlos, canal que separa las dos islas principales del conjunto de las Malvinas, bautizó al pasaje como Falkland Channel en honor al vizconde. Este nombre terminó extendiéndose a todo el archipiélago. A su vez el Vizcondado de Falkland toma su nombre de la morada oficial de los reyes escoceses: el palacio de Falkland, situado en Falkland, Fife, Escocia.
Un descendiente de Cary, Lucius Falkland, en 2013 en una carta a la embajadora argentina en Londres, explicó detalles de la expedición y de la toponimia británica del archipiélago.